# Leucopis vanharteni
Leucopis vanharteni är en tvåvingeart som beskrevs av Stephen D. Gaimari och Raspi 2002. Leucopis vanharteni ingår i släktet Leucopis och familjen markflugor. Inga underarter finns listade i Catalogue of Life.